# Dekanat Międzybrodzie
Dekanat Międzybrodzie – jeden z 23 dekanatów katolickich wchodzących w skład diecezji bielsko-żywieckiej, w którego skład wchodzi 7 parafii.
Dekanat powstał 1 stycznia 2015 z wydzielenia 6 parafii z dekanatu Kęty i 1 parafii z dekanatu Bielsko-Biała III.

## Przełożeni
- Dziekan: ks. Janusz Kuciel
- Wicedziekan: ks. Marek Wróbel
- Ojciec duchowny: o. Aleksander Koza OP[2]
- Duszpasterz Służby Liturgicznej: ks. Jakub Krupa
- Dekanalny wizytator katechizacji: ks. Marek Wróbel
- Dekanalny duszpasterz rodzin: ks. Wiesław Ostrowski
- Dekanalny duszpasterz młodzieży: ks. Piotr Honkisz

## Parafie
- Bujaków: Parafia Podwyższenia Krzyża Świętego
- Czaniec: Parafia Świętego Bartłomieja
- Czernichów: Parafia Matki Bożej Częstochowskiej
- Kobiernice: Parafia Świętego Urbana
- Międzybrodzie Bialskie: Parafia Świętej Marii Magdaleny
- Międzybrodzie Żywieckie: Parafia NMP Nieustającej Pomocy
- Porąbka: Parafia Narodzenia NMP